# 劉筈
劉筈（1094年—1151年），劉霄的孫子，刘彦宗的次子，大兴府宛平县人。
劉筈以荫补门，没有就任。辽朝末年，天祚帝西逃，萧普贤女摄政，以他赐进士第，尚书左司员外郎。1123年，金太祖克燕京，他随父兄降金朝，次年为殿中少监，太常少卿，东上门使。随粘罕伐宋，围攻太原。为卫尉卿，权签宣徽院事。1126年，权中书省枢密院事。1129年，为礼部尚书。1132年为彰信军节度使。权签中书省枢密院事。1139年，改左宣徽使。皇统元年（1141年）为江南册封使，假中书侍郎，册封宋高宗为宋国皇帝。1146年为行台尚书右丞相。1149年为平章政事，吴国公，行台右丞相如故。1149年，封滕王，1150，封郑王，尚书右仆射兼中书令。因病解职，任燕宁留守，封曹王。1151年致仕，五十八岁卒。

## 传記資料
- 《金史》列传第十六